# Henry Almén
Henry „Tandpetarn“ Almén (* 22. Februar 1896; † 20. Januar 1974) war ein schwedischer Fußballspieler.

## Werdegang
Almén spielte in den 1910er- und 1920er-Jahren für IFK Göteborg. In der vor Einführung der Allsvenskan als landesweiter Spielklasse im Pokalform ausgetragenen Landesmeisterschaft erreichte er mit dem Klub 1918 das Endspiel der Svenska Mästerskapet. Im Olympiastadion Stockholm gehörte er neben an der Seite von Herbert Karlsson, Caleb Schylander, Erik Hjelm, Mauritz Sandberg und Valdus Lund zu der Elf, die nach einem 5:0-Endspielerfolg über Helsingborgs IF zum dritten Mal in der Vereinsgeschichte den Von-Rosens-Pokal gewann.
Bereits 1917 berücksichtigte das Auswahlkomitee des Svenska Fotbollförbundet Almén als Auswahlspieler in der schwedischen Nationalmannschaft. Im Juni des Jahres debütierte er für seine Farben beim 1:1-Unentschieden gegen Dänemark, sein Göteborger Mannschaftskamerad Erik Börjesson war Torschütze auf Seiten der Schweden. Im folgenden Jahr bestritt er drei weitere Partien, darunter zwei Niederlagen gegen Dänemark sowie eine Niederlage gegen Norwegen.
Über das weitere Leben Alméns – insbesondere auch abseits des Fußballplatzes – ist derzeit nichts bekannt.